# Maurice Barrès
Maurice Barrès (Charmes-sur-Moselle, 1862. augusztus 19. – Neuilly-sur-Seine, 1923. december 4.) francia regényíró és politikus.

## Pályafutása
1884-ben a rövid életű Les taches d'encre c. kis lapot alapította, amit egyedül írt. 1889-ben mint boulangista-pártit Nancyban képviselőnek választották. Mint író és esszéista a pogány én-kultusz és a legteljesebb egyéni szabadság hirdetője. Mint politikus Boulanger híve, kemény ostorozója a Panama-korszak parlamentarizmusának, heves nacionalista, sőt lokálpatrióta, aki a szülőföld gyökereihez akarja visszavezetni a túlságosan intellektuális fiatalságot.  
Első korszakának főművei Le Culte du Moi ciklus, az Ennemi des Lois és Du sang, de la volupté et de la mort. A második korszakra esnek a nemzeti energia regényei, a háborús cikkek gyűjteményei, a Colette Baudoche stb. Első regényeiben (Culte du moi közös címen) és némely későbbi leíró műveiben is szkeptikus, gőgös individualista, finomkodó, gyakran homályos stílművész. Később szakított korábbi életmódjával, és tevékeny részt vett a politikai életben, világnézete és vele együtt művészete lényegesen kibővült. Erősen konzervatív és tradicionalista szellemben társadalmi, politikai és nacionalista regényeket írt (Les déracinés, 1897, magyarul Kitépett sarjak). Nem volt gyakorló katolikus, de a vallást fontos fajfenntartó, nemzeterősítő, idealizmust terjesztő tényezőnek tartotta és az Egyház és állam szétválasztása után a parlamentben és könyveiben egyaránt védelmébe vette az üldözött papságot és az elhanyagolt templomokat (La grande pitié des églises de France, 1914) 

## Főbb művei
- Un homme libre (1889)
- L'ennemi des lois (1893)
- Le jardin de Bérénice (1890)
- Une journée parlamentaire (1894)
- Le roman de l'énergie nationale. Les Déracinés (1897)
- L'appel au soldat (1900, 3 kötet)
- Leurs figures (1902)